# Hunza
XVIe siècle – 24 septembre 1974
Entités précédentes :
- Raj britannique

Entités suivantes :
- Pakistan

Le Hunza est un ancien État princier au nord du Pakistan, à l'intérieur de l'actuel Gilgit-Baltistan. Sa capitale était Baltit.

## Histoire
La tradition attribue l'origine des Hunzas — ou plutôt Hunzakuts, le nom que se donnent les habitants de cette vallée — à trois soldats d'Alexandre le Grand qui auraient épousé des femmes perses. Les Hunzas sont en effet grands, ont la peau claire et un aspect physique semblable à celui des Européens, tel qu'on l'attribue aux Illyriens de l'Antiquité[réf. nécessaire]. Ils étaient connus de Ptolémée sous le nom de Dardae ou Dardes et leur vallée correctement localisée dans le haut Indus (voir aussi Gilgit).
Le Hunza fut une principauté indépendante jusqu'à son intégration dans le Jammu-Kashmir en 1869, peuplée de guerriers rudes et redoutés, les Hunzas, qui utilisaient comme arme l'arc qui orne leur drapeau (Hunza veut d'ailleurs dire flèche en langue bouroushaski). Les caravanes qui traversaient leur vallée payaient une redevance au Mîr (roi des Hunzas) qui garantissait ainsi leur sécurité. Cette pratique dura jusqu'en 1891, année durant laquelle la principauté passa sous contrôle britannique lors de la création de la Gilgit Agency par les Britanniques pour faire face aux prétentions russes en Asie centrale. Peu de temps auparavant, en 1888, il avait été réuni avec l'État voisin du Nagar. Lors de la Partition qui suivit l'indépendance des Indes, le Hunza fut attribué au Pakistan mais il garda à sa tête un Mîr jusqu'en 1974, prince régnant depuis sa capitale de Karîmâbâd (Baltit). La région est maintenant dirigée directement par Islamabad, mais conserve un monarque aux fonctions largement cérémonielles.
La région est principalement habitée par deux ethnies, les Hunzakuts et les Nagirkuts, ismaéliens dans leur grande majorité. L'actuel Aga Khan IV y finance des opérations d'aide à l'agriculture et au développement de l'économie locale. Toutes deux utilisent la langue burushaski, un isolat linguistique.
Les Hunzakuts ont joui d'une réputation de santé et de longévité attribuées à leur régime alimentaire, mais ce mythe construit par les dirigeants locaux a été popularisé en Occident par des auteurs cherchant à promouvoir leur modèle nutritionnel. En 1986, leur espérance de vie a été évaluée à 53 ans pour les hommes et 52 pour les femmes — avec certes un grand écart type —, les plus sains étant les habitants de villages proches des grandes routes, bénéficiant d'un approvisionnement en sel iodé et d'un meilleur accès aux soins médicaux. John Clark, un géologue qui a longtemps séjourné dans cette région, confirme qu'ils étaient globalement en mauvaise santé. Pendant ses deux premiers séjours, il a soigné 5 684 personnes souffrant de malaria, dysenterie, etc.

## Dirigeants: Mîr

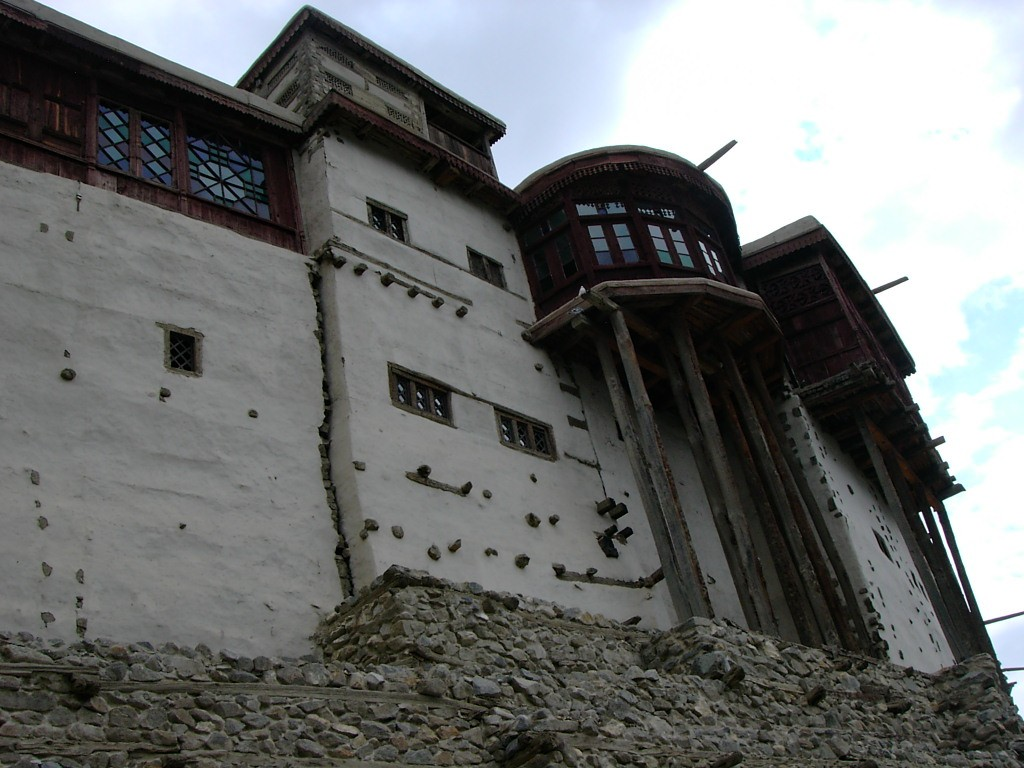
L'ancienne résidence des Mîrs de Hunza

| Règnes                              | Mirs de Hunza                        |
| ----------------------------------- | ------------------------------------ |
| date inconnue                       | Salim Khan II                        |
| date inconnue                       | Shah Sultan Khan                     |
| 1710 - date inconnue                | Shahbaz Khan                         |
| date inconnue                       | Shahbeg Khan                         |
| ~1750 - 1790                        | Shah Kisro Khan                      |
| 1790                                | Mirza Khan                           |
| 1790 - 1825                         | Salim Khan III (+1825)               |
| 1825 - 1864                         | Ghazanfur-Ali Khan Ier (+1864)       |
| 1864 - 1886                         | Mohammad Ghazan Khan Ier (+1886)     |
| 1886 - 15 septembre 1892            | Safdar Ali Khan (+1930)              |
| 15 septembre 1892 - 22 juillet 1938 | Mohammad Nazim Khan (1861-1938)      |
| 22 juillet 1938 - ? 1945            | Mohammad Ghazan Khan II (1895-1945)  |
| ? 1945 - 25 septembre 1974          | Mohammad Jamal Khan (en) (1930-1976) |
| 25 septembre 1974 -                 | dissolution de l'État de Hunza       |

## Sources
1. ↑  Godefroy, Christian. Les secrets de santé des Hunzas, 1984. Auto-édité.
2. ↑  John Tierney, « The Optimists Are Right », The New York Times,‎ 29 septembre 1996 (lire en ligne)
3. ↑  « Hunza - The Truth, Myths, and Lies About the Health and Diet of the "Long-Lived" People of Hunza, Pakistan, Hunza Bread and Pie Recipes. », sur www.biblelife.org
4. ↑  John Clark, Hunza - Lost Kingdom of the Himalayas, New York, Funk & Wagnalls, 1956 (OCLC 536892, lire en ligne)
5. ↑  Ben Cahoon, WorldStatesmen.org, « Pakistan Princely States » (consulté le 3 octobre 2007)